# Cremastus owyheensis
Cremastus owyheensis är en stekelart som beskrevs av Dasch 1979. Cremastus owyheensis ingår i släktet Cremastus och familjen brokparasitsteklar. Inga underarter finns listade i Catalogue of Life.